# Hypsiprisca hypsacantha
Hypsiprisca hypsacantha è un pesce osseo estinto, appartenente ai perciformi. Visse nell'Eocene medio (circa 48 milioni di anni fa) e i suoi resti fossili sono stati ritrovati in Nordamerica. 

## Descrizione
Questo pesce era di piccole dimensioni e non superava i 9 centimetri di lunghezza. Era molto simile ad altri pesci perciformi vissuti negli stessi luoghi (Priscacara e Cockerellites) ma al contrario di questi ultimi il corpo era di forma più allungata, la coda maggiormente forcuta e la bocca era più ampia. Hypsiprisca si distingueva da tutti gli altri pesci simili (i Moronidae) per una combinazione di caratteristiche: le due pinne dorsali non erano separate, il margine del corpo al di sotto della pinna dorsale era quasi parallelo alla volta cranica, il margine preopercolare possedeva lunghe spine che puntavano in avanti lungo il margine ventrale del preopercolo, erano presenti nove spine della pinna dorsale e i margini della seconda pinna dorsale e di quella anale erano arrotondati. 

## Classificazione
I primi fossili di questo animale vennero ritrovati nella famosa formazione del Green River nello Wyoming e vennero descritti da Edward Drinker Cope nel 1886; Cope li attribuì a una nuova specie del genere Priscacara (P. hypsacantha). Successivi studi determinarono la distinzione a livello generico, e così Lance Grande nel 2013 istituì il genere Hypsiprisca per questa specie. 
Hypsiprisca potrebbe essere un membro della famiglia Moronidae, un gruppo di pesci perciformi attualmente diffusi in numerosi ambienti (acque salate, dolci e salmastre) in Nordamerica, Europa, Africa e probabilmente anche Asia.

## Paleoecologia
Hypsiprisca era più raro rispetto ad altri perciformi rinvenuti nella formazione Green River. Viveva in grandi laghi e sembra prediligesse le zone costiere.